# 北新・松本大学前駅
北新・松本大学前駅（きたにい・まつもとだいがくまええき）は、長野県松本市大字新村にある、アルピコ交通上高地線の駅である。駅番号はAK-07。

## 歴史
- 1921年（大正10年）10月2日：筑摩鉄道の北新駅として開業[1]。
- 1922年（大正11年）10月31日：筑摩電気鉄道に社名変更。
- 1932年（昭和7年）12月2日：松本電気鉄道に社名変更。
- 2002年（平成14年）2月2日：松本大学開校により現駅名に改称[1][2]。
- 2011年（平成23年）4月1日：アルピコ交通に社名変更。
- 2021年（令和3年）
  - 8月15日：令和3年8月の大雨で西松本駅 - 渚駅にある田川橋梁が被災し、運休となる。
  - 8月16日：松本駅 - 新村駅間で代行バス運行を実施。当駅の代行バス乗り場は北にあるセブン-イレブンの近くであった。
  - 10月8日：渚駅 - 新島々駅間で列車の運転を再開。これに伴い当駅でのバス代行を終了する。
- 2025年（令和7年）
  - 2月23日：この日は日曜日だが窓口を9時から15時前まで臨時営業する。

### 駅名ついて
周辺の地名である北新と付近にある松本大学に由来する。開業当初は単に北新駅としたが付近に松本大学が開設されることになり大学側から駅名変更の要望が出されたが、地元から北新の地名を残してほしいという要望を受け従来の駅名に松本大学を入れた現駅名に改称された。その結果、線内で最も長い駅名となった。

## 駅構造
単式ホーム1面1線を有する地上駅。平日の7:20 - 20:00までは、委託職員による乗車券の発売を行っている。サイクルトレイン（予約制）の乗降可能な駅の１つで新島々行きは乗車のみ松本行きは降車のみ可能であるが、利用可能区間は新島々から当駅までになっているため松本方面への利用はできない。

## 利用状況
「松本市統計書」によると、1日平均の乗車人員は以下の通りである。
| 乗車人員推移 | 乗車人員推移 |
| 年度         | 1日平均人数  |
| ------------ | ------------ |
| 2009         | 414          |
| 2010         | 444          |
| 2011         | 489          |
| 2012         | 526          |
| 2013         | 597          |
| 2014         | 596          |
| 2015         | 597          |
| 2016         | 603          |
| 2017         | 586          |

## 駅周辺
- 物くさ太郎伝承地[1]

近隣に駅名の松本大学があり通学時間帯など賑わう。
- 新村郵便局
- 松本市役所新村出張所[1]
- 新村多目的研修センター
- 松本大学[1]
- 松本大学松商短期大学部[1]
- 信入院
- 新村小学校跡
- 北新村郷倉跡
- 南沢
- 南栗林堰
- 北栗林堰
- 国道158号
- 松本市立 芝沢小学校

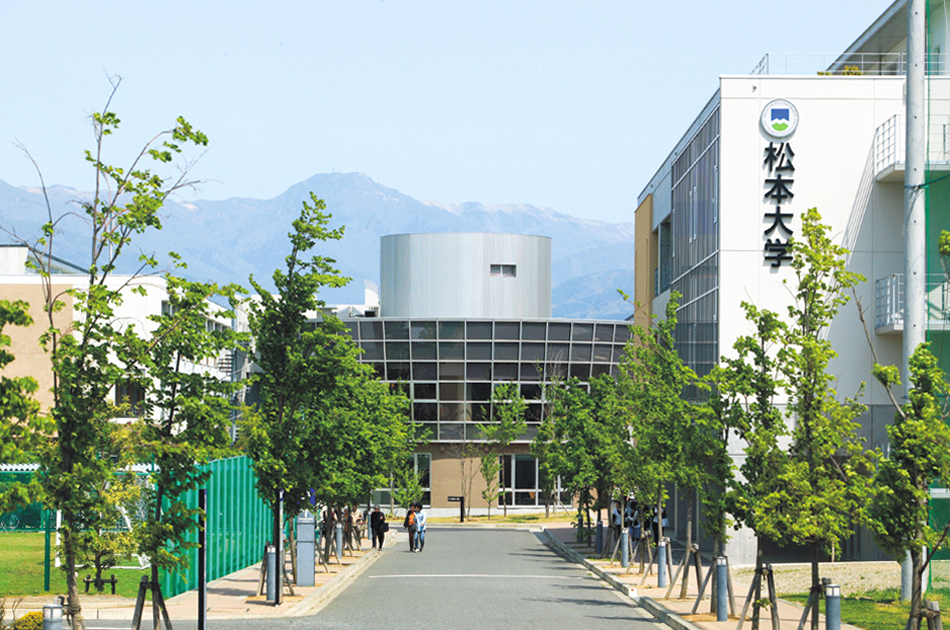
松本大学
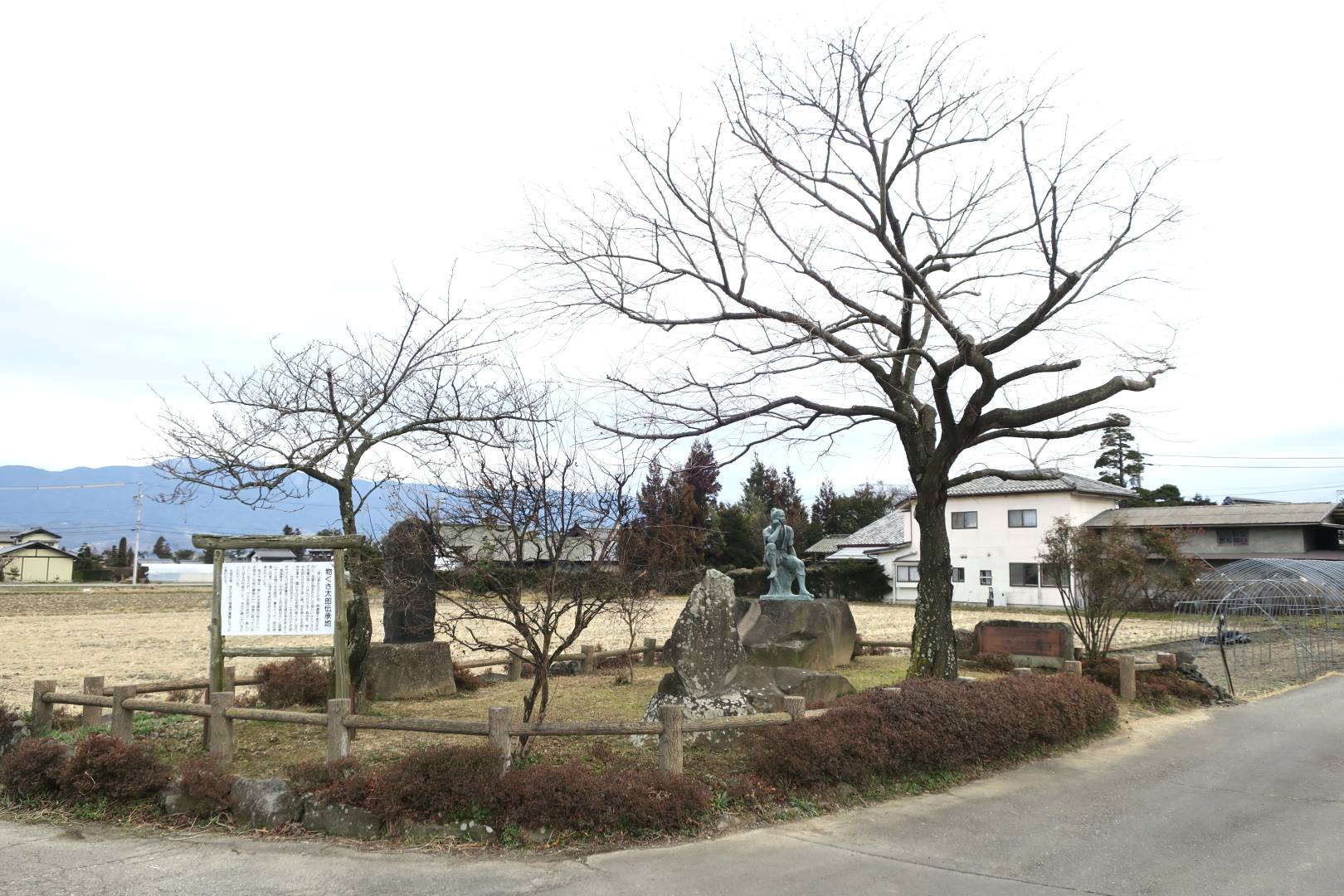
物くさ太郎伝承地

- 新村ものぐさ自然公園（元の秋葉原古墳の出土場）
- 小野神社
- 芝沢小学校

## バス路線
北新・松本大学前
- 松本市西部地域コミュニティバス（2022年4月現在[4]）
  - A線（島内・新村線）：ラーラ松本 行、新村駅 行
  - B線（南松本・新村線）：南松本駅 行（一部はイトーヨーカドー(南松本店) 行）、新村駅 行

ここを発着するバス路線は2023年3月31日をもって廃止された。

## 電鐘踏切
駅のすぐ東側には、2016年11月8日まで長野県内で唯一の電鐘踏切があった。11月8日の最終電車通過後に警報音装置が電子式に切り替えられた。電鐘式は電車の接近を伝える警報音をモーターで動く棒状の部品が鐘を叩いて出す仕組みで、定期的に油を差す必要があるなど、整備に人手を要した。この電鐘式警報音装置は1980年に設置されたものだった。上高地線では2011年時点で約10か所の踏切が同じ方式だったが、次第に切り替えられた。装置交換前には多くの鉄道ファンが訪れ、音色を録音するなどして惜しんだ。

## その他
- 改称により現在の駅名になって以降は長野県で最も長い駅名となっている（※次点は戸狩野沢温泉駅）。

## 隣の駅
アルピコ交通
■上高地線
下新駅（AK-06） - 北新・松本大学前駅（AK-07） - 新村駅（AK-08）